# Migdałowiec pospolity

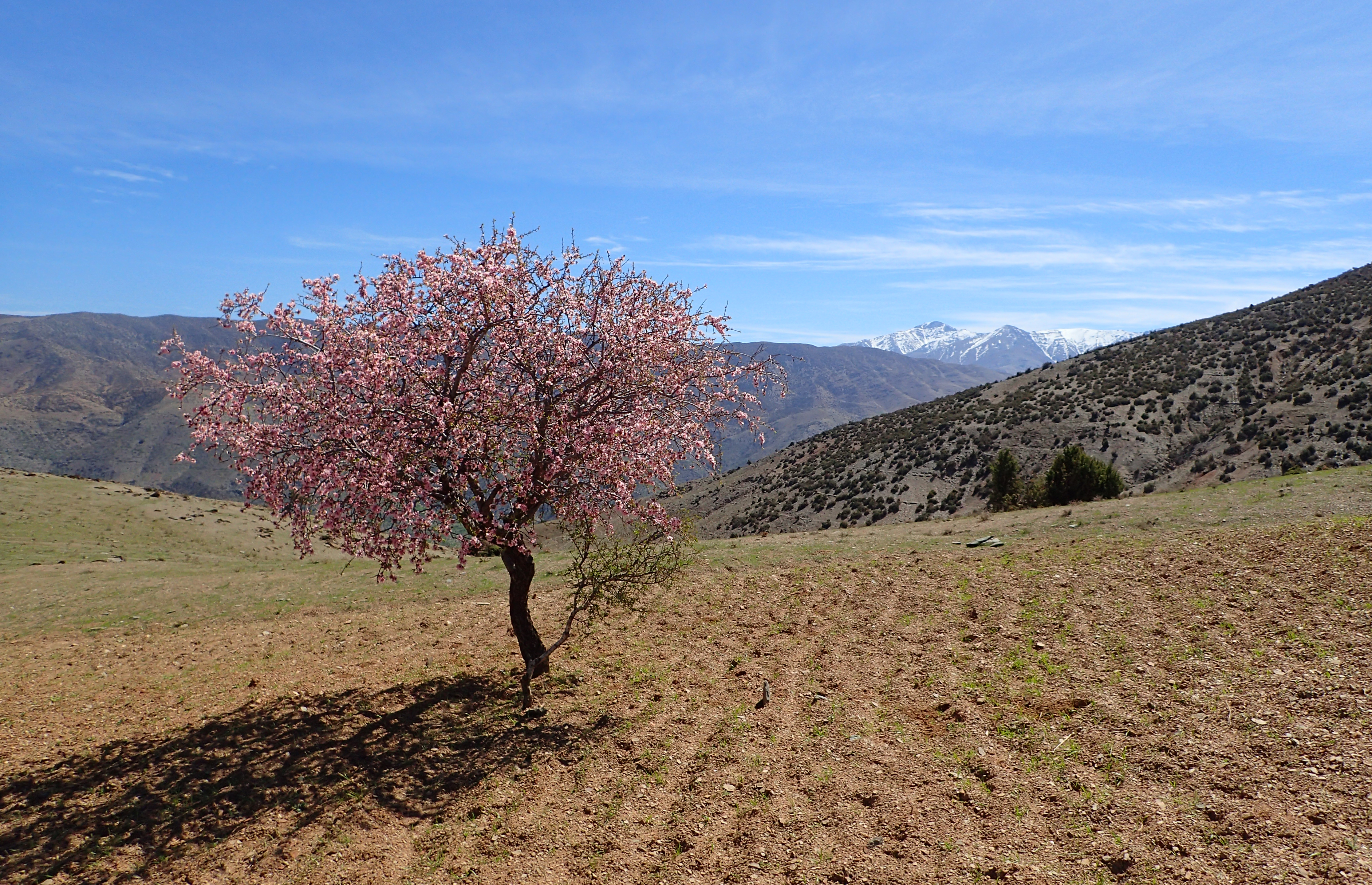
Kwitnący migdałowiec

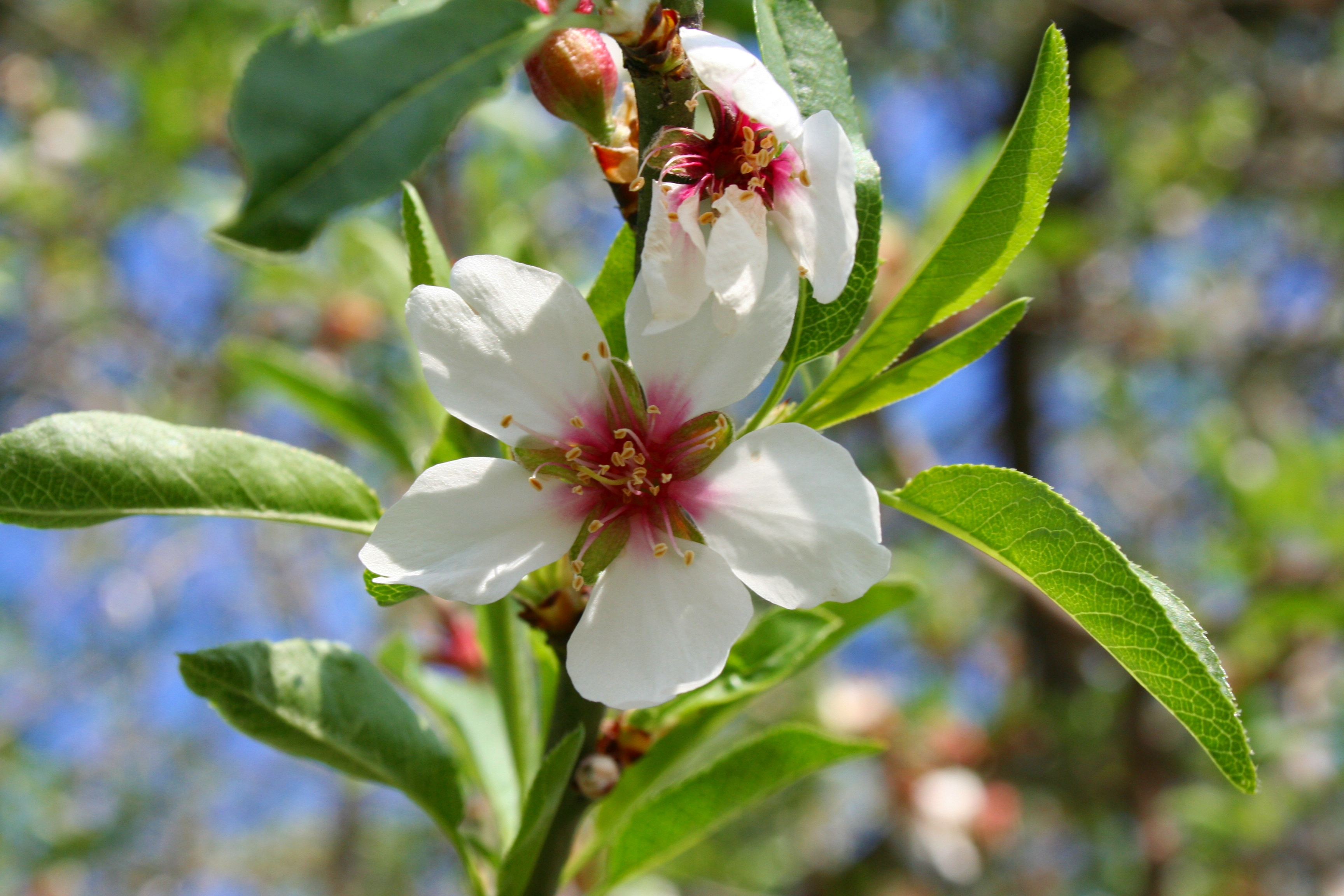
Kwiat migdałowca

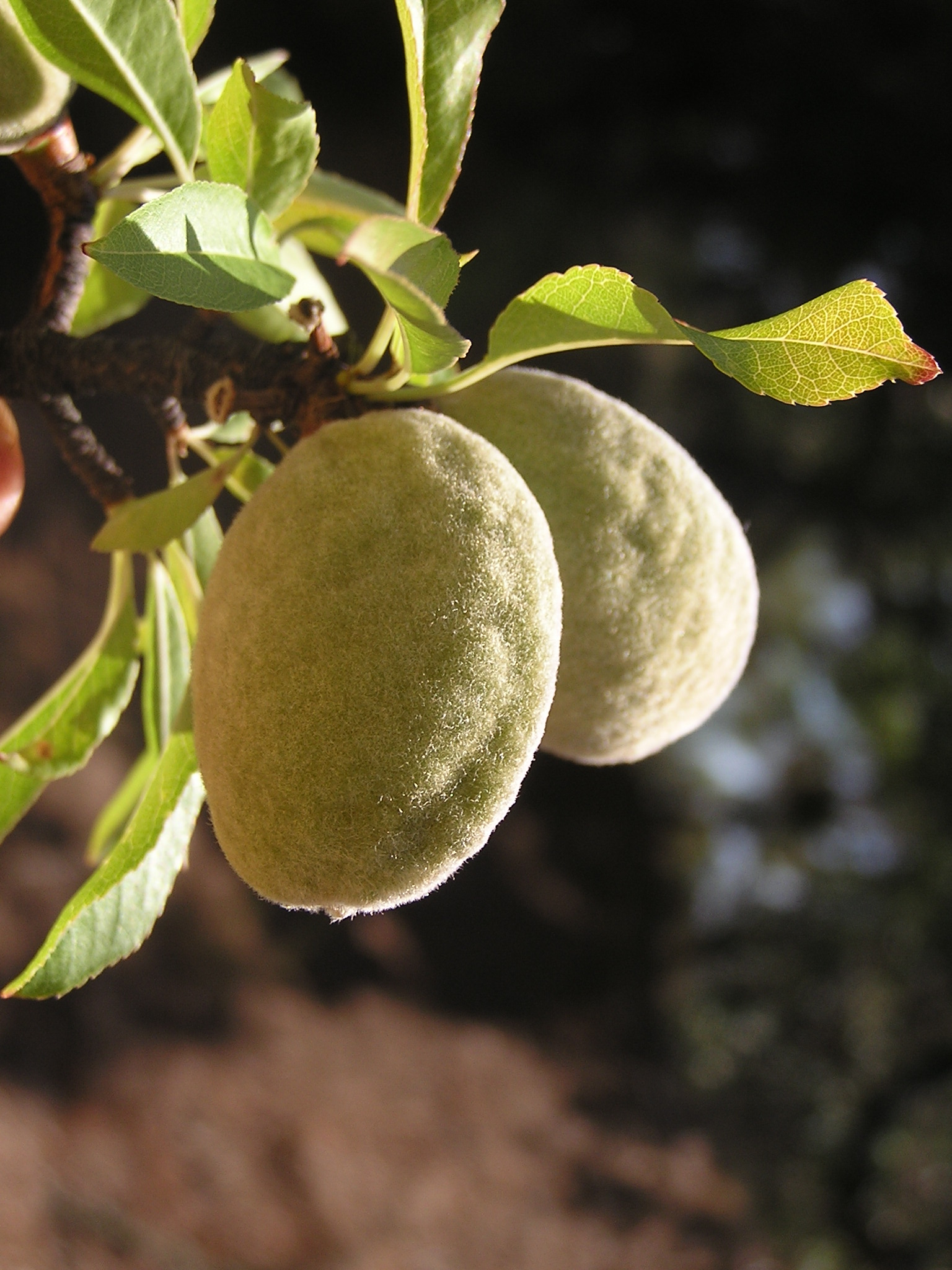
Owoce migdałowca

Migdałowiec pospolity, migdałowiec zwyczajny, śliwa migdał (Prunus amygdalus Batsch) – gatunek rośliny wieloletniej z rodziny różowatych. Pochodzi z Azji Środkowej i Mniejszej (Izrael, Jordania, Liban, Turcja, Turkiestan, Uzbekistan). Jako gatunek introdukowany rozprzestrzenił się i na naturalnych siedliskach rośnie obecnie również w Afryce Północnej (Wyspy Kanaryjskie, Maroko, Libia, Tunezja), w Azji Zachodniej (Cypr, Iran), na Kaukazie (Armenia) i w Europie (Portugalia, Hiszpania, Francja, Chorwacja, Macedonia, Serbia, Włochy, Bułgaria, Szwajcaria). 

## Morfologia
PokrójKrzew lub nieduże drzewo o wysokości do 10 m.
LiścieKształtu lancetowatego o piłkowanym brzegu, sezonowe.
KwiatyRozwijają się przed pojawieniem się liści. Białe lub różowe. Mają 5 działek kielicha, 5 odwrotnie jajowatych płatków korony, 1 słupek i liczne pręciki.
OwocePestkowce. Mają podłużny i spłaszczony kształt, długość do 6 cm, zielonkawą barwę. Młode owoce jadalne. Wyłuskane pestki w handlu noszą nazwę migdałów.
Roślina trującaNasiona odmiany gorzkiej (var. amara Focke) w większej ilości są trujące – wywiązuje się w nich kwas pruski.

## Historia uprawy
| Migdałki ze skorupką Produkcja w 2018 | Migdałki ze skorupką Produkcja w 2018 |
| Państwo                               | Produkcja (w tonach)                  |
| ------------------------------------- | ------------------------------------- |
| Stany Zjednoczone                     | 1 872 500                             |
| Hiszpania                             | 339 033                               |
| Iran                                  | 139 029                               |
| Maroko                                | 117 270                               |
| Turcja                                | 100 000                               |
| Włochy                                | 79 801                                |
| Australia                             | 69 880                                |
| Tunezja                               | 66 733                                |
| Algieria                              | 57 213                                |
| Świat                                 | 3 209 878                             |
| Źródło: FAOSTAT of the United Nations |                                       |

Pierwszym ośrodkiem uprawy migdałowca był Bliski Wschód. Stąd jego uprawy były przez starożytnych Greków Rzymian i Egipcjan rozprzestrzeniane w regionie śródziemnomorskim: w Afryce Północnej i Europie Południowej. Zaczęto je tutaj uprawiać co najmniej 3 tysiące lat p.n.e., być może jeszcze wcześniej, pestki dzikich migdałów znaleziono bowiem w wykopaliskach na terenie Grecji, datowanych na 8 tysięcy lat p.n.e. Najstarsze znaleziska migdałowców w  Starożytnym Egipcie pochodzą z okresu około 1550 r. p.n.e. Do Ameryki Północnej migdałowiec sprowadzony został w 1700 r.

## Zastosowanie
Sztuka kulinarna
Migdałowca uprawia się głównie dla jadalnych nasion zwanych migdałami. Nasiona odmian słodkich zawierają dużo tłuszczu i skrobi. Są jadalne w stanie surowym, nadają się też na przetwory. Są wykorzystywane jako dodatek do wyrobów cukierniczych, są jednym ze składników bakalii, często używa się ich do produkcji marcepanu. Wyciskany z migdałów tłuszcz jest bardzo smaczny i pożywny, ma nazwę orszady i jest również wykorzystywany w sztuce kulinarnej. Z nasion odmian gorzkich wytwarza się olejek migdałowy wykorzystywany m.in. w przemyśle spożywczym.
Inne zastosowania
Roślina kosmetyczna: Olejek migdałowy stosowany jest jako składnik lotionów, mleczek i kremów. Otręby migdałowe bywają też stosowane do mycia bardzo wrażliwej skóry.
- Olej znajduje zastosowanie do smarowania precyzyjnych mechanizmów[5].
- Olejek migdałowy ma własności lecznicze[5].

## Udział w kulturze
- W Biblii migdałowiec zwyczajny wymieniony jest 9 razy[10]. W Księdze Jeremiasza (1,11-12) jest określony jako "drzewo czuwające", co związane jest z tym, że zakwita bardzo wcześnie (już w połowie lutego), a obfitość kwiatów powoduje, że w krajobrazie jeszcze uśpionej przyrody widoczny jest z daleka. Hebrajskie słowo określające migdałowca oznacza również czuwać lub strażnika[8].
- W Księdze Liczb (17,23) jest opis, jak laska Aarona w Przybytku Mojżeszowym zakwitła i wydała owoce w ciągu jednej nocy, w ten sposób wskazując, że Aaoron i jego synowie z woli boskiej zostali uprawnieni do posługi kapłańskiej. Laska wykonana była z  drewna migdałowca[8].
- Pąki migdałowca stały się z polecenia Mojżesza motywem zdobniczym na ornamentach świeczników opisanych w Księdze Wyjścia (25,33-36; 37,19-20). Miało to znaczenie symboliczne: wypełniony palącą się oliwą kielich młodego zawiązku owocu symbolizował stałą, choć niewidoczną obecność Boga w jego Przybytku[8].
- Migdały znajdowały się wśród darów przywiezionych przez głodujących braci Józefa do Egiptu[8].
- Z drewna migdałowca Jakub strugał patyki  przy wodopoju dla wypasanych trzód. W dawnych przekładach Biblii błędnie przetłumaczono to jako patyki z leszczyny[8].
- Od aramejskiej nazwy migdałowca pochodzi nazwa kilkakrotnie w Biblii wymienionej miejscowości Luz. W starożytności dość często miejscowościom nadawano nazwę od powszechnie uprawianej w jej okolicach rośliny[8].
- W starożytności z drewna migdałowca robiono berła dla królów, wierzono bowiem, że posiada ono tajemniczą moc, która przechodzi na króla[8].
- W chrześcijaństwie kwiaty migdałowca symbolizują dziewiczość Matki Boskiej[10].
- Zauroczony kwitnącym migdalowcem Vincent van Gogh podczas pobytu w miejscowości Saint-Rémy namalował obraz Kwitnący migdałowiec[11].